# Leander Paes
Adrian Leander Paes (in bengali লিয়েন্ডার পেজ; Goa, 17 giugno 1973) è un ex tennista indiano.
Ha vinto 18 titoli nelle specialità del doppio e del doppio misto del Grande Slam. Nel 1996 - 1997 ha ricevuto il Rajiv Gandhi Khel Ratna, il più alto onore sportivo indiano e nel 2001 la Radmashri, premio per il suo contributo al tennis indiano. Alle Olimpiadi di Atlanta del 1996 ha conquistato la medaglia di bronzo nel singolare. Nel 1999 è riuscito ad aggiudicarsi il Torneo di Wimbledon sia nel doppio che nel doppio misto. Nel 2012 grazie alla vittoria nel Australian Open ha completato il Career Grand Slam di doppio. Nel 2015 si è aggiudicato con Martina Hingis l'Australian Open, il Torneo di Wimbledon e l'US Open nel doppio misto. Nel 2016 vince sempre in coppia con la Hingis il Roland Garros completando il Career Grand Slam anche in doppio misto. Nel 2019 ha annunciato il ritiro, disputando il suo ultimo match nel marzo 2020. Nel 2024 è stato ammesso alla International Tennis Hall of Fame.

## Biografia
Leander Paes, nipote del poeta bengalese Michael Madhusudan Dutt, è nato a Goa ed è cresciuto a Calcutta. È stato educato alla Martinère Calcutta. Il padre Vece è stato giocatore di hockey della nazionale indiana, che ha rappresentato alle Olimpiadi di Monaco di Baviera del 1972 nella squadra vincitrice della medaglia di bronzo; la madre Jennifer è stata capitano della nazionale indiana di pallacanestro nel campionato asiatico del 1980.

### Carriera sportiva
Entrò a far parte della Brittania Amritraj Tennis Academy di Madras nel 1985, dove fu allenato da Dave O'Meara.
Dimostrò di essere una promessa del tennis già nel circuito tennistico ITF per Juniores, vincendo US Open e Wimbledon Juniores e raggiungendo la prima posizione della classifica. Nel 1992 raggiunse i quarti nel torneo di doppio delle Olimpiadi di Barcellona in coppia con Ramesh Krishnan. Alle Olimpiadi di Atlanta del 1996 vinse la medaglia di bronzo nel singolare. Nello stesso anno il governo indiano gli assegnò il più alto onore sportivo, la Rajiv Gandhi Khel Ratna. Dopo questi successi iniziò a giocare nel doppio con Mahesh Bhupathi, formando una coppia che si rivelò vincente. Già nel 1998 i due raggiunsero tre semifinali del Grande Slam: l'Australian Open, l'Open di Francia e gli US Open.

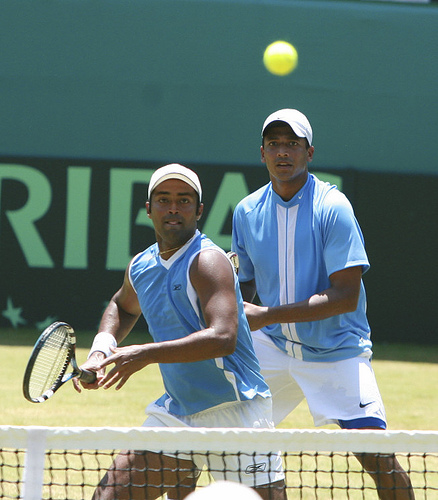
Leander Paes e Mahesh Bhupathi durante una partita di doppio

Nel 1999 vinsero il torneo di Wimbledon e il Roland Garros. Furono così i primi tennisti indiani a vincere un torneo del Grande Slam. Paes, insieme alla statunitense Lisa Raymond, vinse il titolo di Wimbledon anche nel doppio misto. Nello stesso anno raggiunse la prima posizione della classifica di doppio. Dopo aver raccolto risultati deludenti nel singolare, nel 2003 decise di giocare solamente nel doppio e nel doppio misto. Nella stessa stagione vinse insieme a Martina Navrátilová l'Australian Open e Wimbledon nel doppio misto. Nel 2006 trionfò agli US Open di doppio con Martin Damm. Dopo aver disputato delle deludenti Olimpiadi di Atene nel 2004, si riscattò a Pechino 2008 raggiungendo insieme a Mahesh Bhupati i quarti di finale, dove vennero sconfitti dagli svizzeri Roger Federer e Stan Wawrinka, poi vincitori della medaglia d'oro. Sempre nel 2008, in coppia con Cara Black, vinse il titolo di doppio misto allo US Open. Nel 2009, assieme a Lukáš Dlouhý, si aggiudicò il titolo di doppio sia al Roland Garros che agli US Open.
È tornato a vincere un torneo dello Slam nel 2012, conquistando in coppia con Radek Štěpánek il suo primo Australian Open. Nel 2013 ha vinto il suo terzo US Open nel doppio maschile, ancora una volta in coppia con il tennista ceco. Nel 2019 annuncia di volersi ritirare nel 2020 dopo le Olimpiadi di Tokyo. L'anno successivo raggiunge il secondo turno agli Australian Open in doppio misto con Jeļena Ostapenko e perde in finale in doppio al challenger di Bangalore insieme a Matthew Ebden. A marzo partecipa alla Coppa Davis contro la Croazia. Insieme a Rohan Bopanna, batte Pavic e Škugor con il punteggio di 6-3 6-7 7-5. Successivamente il circuito viene fermato dalla Pandemia di COVID-19 e le Olimpiadi sono rimandate all'anno successivo. Paes decide di chiudere il suo anno, ma a dicembre decide di continuare a giocare anche nel 2021 per partecipare un'ultima volta le Olimpiadi. Non riesce però a qualificarsi per i Giochi di Tokyo e dopo non aver giocato neanche un match nel 2021, ufficializza il ritiro.

### Coppa Davis
Disputò la sua prima partita di Coppa Davis a 16 anni, quando insieme a Zeeshan Ali batté la squadra giapponese. È considerato uno dei migliori tennisti della squadra indiana e nel 1993 contribuì al raggiungimento della semifinale del torneo.

## Statistiche

### Singolare

#### Vittorie (1)
| Legenda                           |
| Grande Slam (0)                   |
| Tennis Masters Cup (0)            |
| ATP Masters Series (0)            |
| ATP International Series Gold (0) |
| ATP International Series (1)      |

| Numero | Data          | Torneo                                     | Superficie | Avversario in finale | Punteggio |
| 1.     | 6 luglio 1998 | Hall of Fame Tennis Championships, Newport | Erba       | Neville Godwin       | 6-3, 6-2  |

### Doppio

#### Vittorie (54)
| Legenda                                                       |
| Grande Slam (8)                                               |
| Tennis Masters Cup / ATP World Tour Finals (0)                |
| ATP Masters Series / ATP World Tour Masters 1000 (13)         |
| ATP International Series Gold / ATP World Tour 500 Series (6) |
| ATP International Series / ATP World Tour 250 Series (27)     |

| Numero | Data              | Torneo                                               | Superficie    | Compagno         | Avversari in finale                  | Punteggio           |
| 1.     | 7 aprile 1997     | Chennai Open, Chennai (1)                            | Cemento       | Mahesh Bhupathi  | Oleg Ogorodov Eyal Ran               | 7-6, 7-5            |
| 2.     | 28 aprile 1997    | ATP Praga, Praga                                     | Terra rossa   | Mahesh Bhupathi  | Petr Luxa David Škoch                | 6-1, 6-1            |
| 3.     | 28 luglio 1997    | Rogers Cup, Montréal (1)                             | Cemento       | Mahesh Bhupathi  | Sébastien Lareau Alex O'Brien        | 7-6, 6-3            |
| 4.     | 11 agosto 1997    | ATP Volvo International, New Haven                   | Cemento       | Mahesh Bhupathi  | Sébastien Lareau Alex O'Brien        | 6-4, 6-7, 6-2       |
| 5.     | 29 settembre 1997 | China Open, Pechino                                  | Cemento (i)   | Mahesh Bhupathi  | Alex O'Brien Jim Courier             | 7-5, 7-6            |
| 6.     | 6 ottobre 1997    | Singapore Open, Singapore                            | Sintetico (i) | Mahesh Bhupathi  | Rick Leach Jonathan Stark            | 6-4, 6-4            |
| 7.     | 5 gennaio 1998    | Qatar Open ATP, Doha                                 | Cemento       | Mahesh Bhupathi  | Olivier Delaître Fabrice Santoro     | 6-4, 3-6, 6-4       |
| 8.     | 9 febbraio 1998   | Dubai Tennis Championships, Dubai (1)                | Cemento       | Mahesh Bhupathi  | Donald Johnson Francisco Montana     | 6-2, 7-5            |
| 9.     | 6 aprile 1998     | Chennai Open, Chennai (2)                            | Cemento       | Mahesh Bhupathi  | Olivier Delaître Maks Mirny          | 6-7, 6-3, 6-2       |
| 10.    | 11 maggio 1998    | Internazionali d'Italia, Roma                        | Terra rossa   | Mahesh Bhupathi  | Ellis Ferreira Rick Leach            | 6-4, 4-6, 7-6       |
| 11.    | 5 ottobre 1998    | Shanghai Open, Shanghai                              | Sintetico (i) | Mahesh Bhupathi  | Todd Woodbridge Mark Woodforde       | 6-4, 6-7, 7-6       |
| 12.    | 2 novembre 1998   | BNP Paribas Masters, Parigi                          | Sintetico (i) | Mahesh Bhupathi  | Jacco Eltingh Paul Haarhuis          | 6-4, 6-2            |
| 13.    | 5 aprile 1999     | Chennai Open, Chennai (3)                            | Cemento       | Mahesh Bhupathi  | Wayne Black Neville Godwin           | 4-6, 7-5, 6-4       |
| 14.    | 24 maggio 1999    | Roland Garros, Parigi (1)                            | Terra rossa   | Mahesh Bhupathi  | Goran Ivanišević Jeff Tarango        | 6-2, 7-5            |
| 15.    | 21 giugno 1999    | Torneo di Wimbledon, Londra                          | Erba          | Mahesh Bhupathi  | Paul Haarhuis Jared Palmer           | 6-7, 6-3, 6-4, 7-6  |
| 16.    | 5 luglio 1999     | Hall of Fame Tennis Championships, Newport           | Erba          | Wayne Arthurs    | Sargis Sargsian Chris Woodruff       | 6-7, 7-6, 6-3       |
| 17.    | 1º maggio 2000    | U.S. Men's Clay Court Championships, Houston (1)     | Terra rossa   | Jan Siemerink    | Justin Gimelstob Sébastien Lareau    | 6-3, 6-4            |
| 18.    | 9 ottobre 2000    | Japan Open Tennis Championships, Tokyo               | Cemento       | Mahesh Bhupathi  | Michael Hill Jeff Tarango            | 6-4, 6-7, 6-3       |
| 19.    | 23 aprile 2001    | Verizon Tennis Challenge, Atlanta                    | Terra verde   | Mahesh Bhupathi  | Rick Leach David Macpherson          | 6-3, 7-6            |
| 20.    | 30 aprile 2001    | U.S. Men's Clay Court Championships, Houston (2)     | Terra rossa   | Mahesh Bhupathi  | Kevin Kim Jim Thomas                 | 7-6, 6-2            |
| 21.    | 28 maggio 2001    | Roland Garros, Parigi (2)                            | Terra rossa   | Mahesh Bhupathi  | Petr Pála Pavel Vízner               | 7-6, 6-3            |
| 22.    | 6 agosto 2001     | Cincinnati Masters, Mason (1)                        | Cemento       | Mahesh Bhupathi  | Martin Damm David Prinosil           | 7-6, 6-3            |
| 23.    | 6 gennaio 2002    | Chennai Open, Chennai (5)                            | Cemento       | Mahesh Bhupathi  | Tomáš Cibulec Ota Fukárek            | 5-7, 6-2, 7-5       |
| 24.    | 29 aprile 2002    | Open de Tenis Comunidad Valenciana, Maiorca          | Terra rossa   | Mahesh Bhupathi  | Julian Knowle Michael Kohlmann       | 6-2, 6-4            |
| 25.    | 24 febbraio 2003  | Dubai Tennis Championships, Dubai (2)                | Cemento       | David Rikl       | Wayne Black Kevin Ullyett            | 6-3, 6-0            |
| 26.    | 3 marzo 2003      | International Tennis Championships, Delray Beach (1) | Cemento       | Nenad Zimonjić   | Raemon Sluiter Martin Verkerk        | 7-5, 3-6, 7-5       |
| 27.    | 7 luglio 2003     | Allianz Suisse Open Gstaad, Gstaad (1)               | Terra rossa   | David Rikl       | František Čermák Leoš Friedl         | 6-3, 6-3            |
| 28.    | 7 giugno 2004     | Halle Open, Halle                                    | Erba          | David Rikl       | Tomáš Cibulec Petr Pála              | 6-2, 7-5            |
| 29.    | 5 luglio 2004     | Allianz Suisse Open Gstaad, Gstaad (2)               | Terra rossa   | David Rikl       | Marc Rosset Stan Wawrinka            | 6-4, 6-2            |
| 30.    | 26 luglio 2004    | Rogers Cup, Toronto (2)                              | Cemento       | Mahesh Bhupathi  | Jonas Björkman Maks Mirny            | 6-4, 6-2            |
| 31.    | 13 settembre 2004 | International Tennis Championships, Delray Beach (2) | Cemento       | Radek Štěpánek   | Gastón Etlis Martín Rodríguez        | 6-0, 6-3            |
| 32.    | 11 aprile 2005    | Monte-Carlo Rolex Masters, Monte Carlo               | Terra rossa   | Nenad Zimonjić   | Bob Bryan Mike Bryan                 | W/O                 |
| 33.    | 18 aprile 2005    | Torneo Godó, Barcellona                              | Terra rossa   | Nenad Zimonjić   | Feliciano López Rafael Nadal         | 6-3, 6-3            |
| 34.    | 26 settembre 2005 | Thailand Open, Bangkok (1)                           | Cemento (i)   | Paul Hanley      | Jonathan Erlich Andy Ram             | 6-7, 6-1, 6-2       |
| 35.    | 19 giugno 2006    | Ordina Open, 's-Hertogenbosch                        | Erba          | Martin Damm      | Arnaud Clément Chris Haggard         | 6-1, 7-6            |
| 36.    | 28 agosto 2006    | US Open, New York (1)                                | Cemento       | Martin Damm      | Jonas Björkman Maks Mirny            | 6-7, 6-4, 6-3       |
| 37.    | 19 febbraio 2007  | ABN AMRO World Tennis Tournament, Rotterdam          | Cemento (i)   | Martin Damm      | Andrei Pavel Alexander Waske         | 6-3, 6-7, [10-7]    |
| 38.    | 5 marzo 2007      | BNP Paribas Open, Indian Wells                       | Cemento       | Martin Damm      | Jonathan Erlich Andy Ram             | 6-4, 6-4            |
| 39.    | 21 settembre 2008 | Thailand Open, Bangkok (2)                           | Cemento (i)   | Lukáš Dlouhý     | Scott Lipsky David Martin            | 6-4, 7–6(4)         |
| 40.    | 6 giugno 2009     | Roland Garros, Parigi (3)                            | Terra rossa   | Lukáš Dlouhý     | Wesley Moodie Dick Norman            | 3-6, 6-3, 6-2       |
| 41.    | 13 settembre 2009 | US Open, New York (2)                                | Cemento       | Lukáš Dlouhý     | Mahesh Bhupathi Mark Knowles         | 3-6, 6-3, 6-2       |
| 42.    | 3 aprile 2010     | Sony Ericsson Open, Miami (1)                        | Cemento       | Lukáš Dlouhý     | Mahesh Bhupathi Maks Mirny           | 6-2, 7-5            |
| 43.    | 17 ottobre 2010   | Shanghai Masters, Shanghai (1)                       | Cemento       | Jürgen Melzer    | Mariusz Fyrstenberg Marcin Matkowski | 7–5, 4–6, [10-5]    |
| 44.    | 9 gennaio 2011    | Chennai Open, Chennai (6)                            | Cemento       | Mahesh Bhupathi  | Robin Haase David Martin             | 6–2, 6(3)–7, [10-7] |
| 45.    | 2 aprile 2011     | Sony Ericsson Open, Miami (2)                        | Cemento       | Mahesh Bhupathi  | Maks Mirny Daniel Nestor             | 6(5)–7, 6–2, [10-5] |
| 46.    | 21 agosto 2011    | Western & Southern Open, Cincinnati (2)              | Cemento       | Mahesh Bhupathi  | Michaël Llodra Nenad Zimonjić        | 7–6(4), 7–6(2)      |
| 47.    | 8 gennaio 2012    | Chennai Open, Chennai (7)                            | Cemento       | Janko Tipsarević | Jonathan Erlich Andy Ram             | 6-4, 6-4            |
| 48.    | 28 gennaio 2012   | Australian Open, Melbourne                           | Cemento       | Radek Štěpánek   | Bob Bryan Mike Bryan                 | 7–6(1) 6-2          |
| 49.    | 31 marzo 2012     | Sony Ericsson Open, Miami (3)                        | Cemento       | Radek Štěpánek   | Maks Mirny Daniel Nestor             | 3-6, 6–1, [10-8]    |
| 50.    | 14 ottobre 2012   | Shanghai Masters, Shanghai (2)                       | Cemento       | Radek Štěpánek   | Mahesh Bhupathi Rohan Bopanna        | 6(7)–7, 6-3, [10-5] |
| 51.    | 24 agosto 2013    | Winston-Salem Open, Winston-Salem                    | Cemento       | Daniel Nestor    | Treat Conrad Huey Dominic Inglot     | 7–6(10), 7-5        |
| 52.    | 8 settembre 2013  | US Open, New York (3)                                | Cemento       | Radek Štěpánek   | Alexander Peya Bruno Soares          | 6-1, 6-3            |
| 53.    | 28 settembre 2014 | Malaysian Open, Kuala Lumpur                         | Cemento (i)   | Marcin Matkowski | Jamie Murray John Peers              | 3–6, 7–6(5), [10–5] |
| 54.    | 17 gennaio 2015   | Heineken Open, Auckland                              | Cemento (i)   | Raven Klaasen    | Dominic Inglot Florin Mergea         | 7–6(1), 6-4         |

#### Finali perse (43)
| Legenda                                                        |
| Grande Slam (8)                                                |
| Tennis Masters Cup / ATP World Tour Finals (4)                 |
| ATP Masters Series / ATP World Tour Masters 1000 (5)           |
| ATP International Series Gold / ATP World Tour 500 Series (10) |
| ATP International Series / ATP World Tour 250 Series (16)      |

| Numero | Data               | Torneo                                                        | Superficie    | Compagno         | Avversari in finale                   | Punteggio               |
| 1.     | 20 agosto 1995     | Volvo International, New Haven                                | Cemento       | Nicolás Pereira  | Rick Leach Scott Melville             | 3–6, 7–5, 4–6           |
| 2.     | 23 novembre 1997   | Tennis Masters Cup, Hartford (1)                              | Sintetico     | Mahesh Bhupathi  | Rick Leach Jonathan Stark             | 3–6, 4–6, 6–7           |
| 3.     | 19 ottobre 1998    | Singapore Open, Singapore                                     | Sintetico     | Mahesh Bhupathi  | Todd Woodbridge Mark Woodforde        | 2–6, 3–6                |
| 4.     | 2 novembre 1998    | Stuttgart Masters, Stoccarda                                  | Cemento (i)   | Mahesh Bhupathi  | Sébastien Lareau Alex O'Brien         | 3–6, 6–3, 5–7           |
| 5.     | 1 febbraio 1999    | Australian Open, Melbourne (1)                                | Cemento       | Mahesh Bhupathi  | Jonas Björkman Patrick Rafter         | 3–6, 6–4, 4–6, 7–6, 4–6 |
| 6.     | 22 agosto 1999     | RCA Championships, Indianapolis                               | Cemento       | Olivier Delaître | Paul Haarhuis Jared Palmer            | 3–6, 4–6                |
| 7.     | 13 settembre 1999  | US Open, New York (1)                                         | Cemento       | Mahesh Bhupathi  | Sébastien Lareau Alex O'Brien         | 6–7, 4–6                |
| 8.     | 15 novembre 1999   | Tennis Masters Cup, Hartford (2)                              | Sintetico     | Mahesh Bhupathi  | Sébastien Lareau Alex O'Brien         | 3–6, 2–6, 2–6           |
| 9.     | 17 dicembre 2000   | Tennis Masters Cup, Bangalore (3)                             | Cemento       | Mahesh Bhupathi  | Donald Johnson Piet Norval            | 6–7, 3–6, 4–6           |
| 10.    | 29 ottobre 2001    | Swiss Indoors, Basilea                                        | Sintetico     | Mahesh Bhupathi  | Ellis Ferreira Rick Leach             | 6–7, 4–6                |
| 11.    | 5 novembre 2001    | BNP Paribas Masters, Parigi                                   | Sintetico     | Mahesh Bhupathi  | Ellis Ferreira Rick Leach             | 6–3, 4–6, 3–6           |
| 12.    | 6 aprile 2003      | Miami Masters, Miami (1)                                      | Cemento       | David Rikl       | Roger Federer Maks Mirny              | 5–7, 3–6                |
| 13.    | 22 giugno 2003     | Ordina Open, s'Hertogenbosch (1)                              | Erba          | Donald Johnson   | Martin Damm Cyril Suk                 | 5–7, 6–7                |
| 14.    | 29 febbraio 2004   | Dubai Tennis Championships, Dubai (1)                         | Cemento       | Jonas Björkman   | Mahesh Bhupathi Fabrice Santoro       | 2–6, 6–4, 4–6           |
| 15.    | '12 settembre 2004 | US Open, New York (2)                                         | Cemento       | David Rikl       | Mark Knowles Daniel Nestor            | 3–6, 3–6                |
| 16.    | 16 ottobre 2005    | Stockholm Open, Stoccolma                                     | Cemento (i)   | Nenad Zimonjić   | Wayne Arthurs Paul Hanley             | 3–6, 3–6                |
| 17.    | 23 ottobre 2005    | Mutua Madrid Open, Madrid                                     | Cemento (i)   | Nenad Zimonjić   | Mark Knowles Daniel Nestor            | 6–3, 3–6, 2–6           |
| 18.    | 13 novembre 2005   | Tennis Masters Cup, Shanghai (4)                              | Sintetico (i) | Nenad Zimonjić   | Michaël Llodra Fabrice Santoro        | 7–6(6), 3–6, 6(4)–7     |
| 19.    | 29 gennaio 2006    | Australian Open, Melbourne (2)                                | Cemento       | Martin Damm      | Bob Bryan Mike Bryan                  | 6–4, 3–6, 4–6           |
| 20.    | 7 gennaio 2007     | Qatar Open ATP, Doha                                          | Cemento       | Martin Damm      | Michail Južnyj Nenad Zimonjić         | 1–6, 6–7                |
| 21.    | 1 aprile 2007      | Miami Masters, Miami (2)                                      | Cemento       | Martin Damm      | Bob Bryan Mike Bryan                  | 6–7, 6–3, [7–10]        |
| 22.    | 23 giugno 2007     | Ordina Open, s'Hertogenbosch (2)                              | Erba          | Martin Damm      | Jeff Coetzee Rogier Wassen            | 6–3, 6–7, [10–12]       |
| 23.    | 9 giugno 2008      | Halle Open, Halle                                             | Erba          | Lukáš Dlouhý     | Michail Južnyj Miša Zverev            | 6–3, 4–6, [3–10]        |
| 24.    | 15 giugno 2008     | Ordina Open, s'Hertogenbosch (3)                              | Erba          | Mahesh Bhupathi  | Mario Ančić Jürgen Melzer             | 6–7, 3–6                |
| 25.    | 25 agosto 2008     | US Open, New York (3)                                         | Cemento       | Lukáš Dlouhý     | Bob Bryan Mike Bryan                  | 6(5)–7, 6(10)–7         |
| 26.    | 29 settembre 2008  | Japan Open Tennis Championships, Tokyo (1)                    | Cemento       | Lukáš Dlouhý     | Michail Južnyj Miša Zverev            | 3–6, 4–6                |
| 27.    | 18 gennaio 2009    | Heineken Open, Auckland                                       | Cemento       | Scott Lipsky     | Martin Damm Robert Lindstedt          | 5–7, 4–6                |
| 28.    | 15 febbraio 2009   | ABN AMRO World Tennis Tournament, Rotterdam                   | Cemento       | Lukáš Dlouhý     | Daniel Nestor Nenad Zimonjić          | 2–6, 5–7                |
| 29.    | 10 gennaio 2010    | Brisbane International, Brisbane                              | Cemento       | Lukáš Dlouhý     | Jérémy Chardy Marc Gicquel            | 3–6, 6(5)–7             |
| 30.    | 27 febbraio 2010   | Dubai Tennis Championships, Dubai (2)                         | Cemento       | Lukáš Dlouhý     | Simon Aspelin Paul Hanley             | 2–6, 3–6                |
| 31.    | 5 giugno 2010      | Open di Francia, Parigi                                       | Terra rossa   | Lukáš Dlouhý     | Daniel Nestor Nenad Zimonjić          | 5–7, 2–6                |
| 32.    | 19 giugno 2010     | UNICEF Open, s'Hertogenbosch (4)                              | Erba          | Lukáš Dlouhý     | Robert Lindstedt Horia Tecău          | 6–1, 5–7, [7–10]        |
| 33.    | 29 gennaio 2011    | Australian Open, Melbourne (3)                                | Cemento       | Mahesh Bhupathi  | Bob Bryan Mike Bryan                  | 3–6, 4–6                |
| 34.    | 12 giugno 2011     | Queen's Club Championships, Londra                            | Erba          | Mahesh Bhupathi  | Bob Bryan Mike Bryan                  | 7–6(2), 6(4)–7, [6–10]  |
| 35.    | 8 settembre 2012   | US Open, New York (4)                                         | Cemento       | Radek Štěpánek   | Bob Bryan Mike Bryan                  | 6–3, 3–6, 6–4           |
| 36.    | 7 ottobre 2012     | Rakuten Japan Open Tennis Championships, Tokyo (2)            | Cemento       | Radek Štěpánek   | Alexander Peya Bruno Soares           | 3–6, 6(5)–7             |
| 37.    | 3 agosto 2014      | Citi Open, Washington                                         | Cemento       | Samuel Groth     | Jean-Julien Rojer Horia Tecău         | 5–7, 4–6                |
| 38.    | 11 gennaio 2015    | Aircel Chennai Open, Chennai                                  | Cemento       | Raven Klaasen    | Lu Yen-hsun Jonathan Marray           | 3–6, 6(4)–7             |
| 39.    | 22 febbraio 2015   | Delray Beach International Tennis Championships, Delray Beach | Cemento       | Raven Klaasen    | Bob Bryan Mike Bryan                  | 3–6, 6–3, [6–10]        |
| 40.    | 27 agosto 2016     | Winston-Salem Open, Winston-Salem (1)                         | Cemento       | Andre Begemann   | Guillermo García López Henri Kontinen | 6-4, 6(6)–7, [8-10]     |
| 41.    | 25 settembre 2016  | St. Petersburg Open, San Pietroburgo                          | Cemento (i)   | Andre Begemann   | Dominic Inglot Henri Kontinen         | 6-4, 3-6, [10-12]       |
| 42.    | 3 marzo 2018       | Dubai Tennis Championships, Dubai (3)                         | Cemento       | James Cerretani  | Jean-Julien Rojer Horia Tecău         | 2-6, 6(2)–7             |
| 43.    | 24 agosto 2018     | Winston-Salem Open, Winston-Salem (2)                         | Cemento       | James Cerretani  | Jean-Julien Rojer Horia Tecău         | 4-6, 2-6                |

### Doppio misto

#### Vittorie (10)
| Tornei del Grande Slam  |
| ----------------------- |
| Australian Open (3)     |
| Open di Francia (1)     |
| Torneo di Wimbledon (4) |
| US Open (2)             |

| Anno | Torneo                          | Superficie  | Compagna            | Avversari in finale                  | Punteggio        |
| 1999 | Torneo di Wimbledon, Londra (1) | Erba        | Lisa Raymond        | Anna Kurnikova Jonas Björkman        | 6–4, 3–6, 6–3    |
| 2003 | Australian Open, Melbourne (1)  | Cemento     | Martina Navrátilová | Eléni Daniilídou Todd Woodbridge     | 6–4, 7–5         |
| 2003 | Torneo di Wimbledon, Londra (2) | Erba        | Martina Navrátilová | Anastasija Rodionova Andy Ram        | 6–3, 6–3         |
| 2008 | US Open, New York (1)           | Cemento     | Cara Black          | Liezel Huber Jamie Murray            | 7–6, 6–4         |
| 2010 | Australian Open, Melbourne (2)  | Cemento     | Cara Black          | Ekaterina Makarova Jaroslav Levinský | 7–5, 6–3         |
| 2010 | Torneo di Wimbledon, Londra (3) | Erba        | Cara Black          | Lisa Raymond Wesley Moodie           | 6–4, 7–6         |
| 2015 | Australian Open, Melbourne (3)  | Cemento     | Martina Hingis      | Kristina Mladenovic Daniel Nestor    | 6–4, 6–3         |
| 2015 | Torneo di Wimbledon, Londra (4) | Erba        | Martina Hingis      | Tímea Babos Alexander Peya           | 6–1, 6–1         |
| 2015 | US Open, New York (2)           | Cemento     | Martina Hingis      | Bethanie Mattek-Sands Sam Querrey    | 6–4, 3–6, [10–7] |
| 2016 | Open di Francia, Parigi         | Terra rossa | Martina Hingis      | Sania Mirza Ivan Dodig               | 4-6, 6-4, [10-8] |

#### Finali perse (8)
| Tornei del Grande Slam  |
| ----------------------- |
| Australian Open (2)     |
| Open di Francia (1)     |
| Torneo di Wimbledon (2) |
| US Open (3)             |

| Anno | Torneo                          | Superficie  | Compagna            | Avversari in finale                | Punteggio        |
| 2001 | US Open, New York (1)           | Cemento     | Lisa Raymond        | Rennae Stubbs Todd Woodbridge      | 4-6, 7-5, [9-11] |
| 2004 | Australian Open, Melbourne (1)  | Cemento     | Martina Navrátilová | Elena Bovina Nenad Zimonjić        | 1-6, 6-7         |
| 2005 | Open di Francia, Parigi         | Terra rossa | Martina Navrátilová | Daniela Hantuchová Fabrice Santoro | 6-3, 3-6, 2-6    |
| 2007 | US Open, New York (2)           | Cemento     | Meghann Shaughnessy | Viktoryja Azaranka Maks Mirny      | 4-6, 6(6)–7      |
| 2009 | Torneo di Wimbledon, Londra (1) | Erba        | Cara Black          | Anna-Lena Grönefeld Mark Knowles   | 5-7, 3-6         |
| 2009 | US Open, New York (3)           | Cemento     | Cara Black          | Carly Gullickson Travis Parrott    | 2-6, 4-6         |
| 2012 | Australian Open, Melbourne (2)  | Cemento     | Elena Vesnina       | Bethanie Mattek-Sands Horia Tecău  | 3-6, 7-5, [3–10] |
| 2012 | Torneo di Wimbledon, Londra (2) | Erba        | Elena Vesnina       | Lisa Raymond Mike Bryan            | 3–6, 7–5, 4–6    |

## Risultati in progressione
| Sigla | Risultato               |
| ----- | ----------------------- |
| V     | Vincitore               |
| F     | Finalista               |
| SF    | Semifinalista           |
| O     | Oro olimpico            |
| A     | Argento olimpico        |
| SF    | Bronzo olimpico         |
| QF    | Quarti di Finale        |
| 4T    | Quarto turno            |
| 3T    | Terzo turno             |
| 2T    | Secondo turno           |
| 1T    | Primo turno             |
| RR    | Round Robin             |
| LQ    | Turno di qualificazione |
| A     | Assente                 |
| ND    | Non disputato           |

| Legenda superfici    |
| -------------------- |
| Cemento              |
| Terra battuta        |
| Erba                 |
| Superficie variabile |

### Singolare
| Tornei Grande Slam         |     |               |               |               |     |               |               |               |     |     |      |
| Australian Open, Melbourne | A   | A             | A             | 1T            | A   | 2T            | 1T            | 1T            | 2T  | A   | 2-5  |
| Open di Francia, Parigi    | A   | A             | A             | A             | A   | 2T            | A             | A             | A   | A   | 1-1  |
| Wimbledon, Londra          | A   | A             | A             | A             | 1T  | 1T            | 1T            | 1T            | A   | 2T  | 1-5  |
| US Open, New York          | A   | A             | 1T            | 1T            | A   | 3T            | 1T            | A             | A   | A   | 3-4  |
| Vittorie-Sconfitte         | 0-0 | 0-0           | 0-1           | 0-1           | 1-2 | 4-4           | 0-3           | 0-2           | 1-1 | 1-1 | 7-15 |
| Giochi Olimpici            |     |               |               |               |     |               |               |               |     |     |      |
| Giochi Olimpici            | 1T  | Non disputati | Non disputati | Non disputati | SF  | Non disputati | Non disputati | Non disputati | 1T  | ND  | 5-3  |
| Vittorie-Sconfitte         | 0-1 | Non disputati | Non disputati | Non disputati | 5-1 | Non disputati | Non disputati | Non disputati | 0-1 | ND  | 5-3  |

### Doppio
| Tornei Grande Slam         |     |               |               |               |     |               |               |               |     |               |               |               |     |               |               |               |      |               |               |               |      |               |               |               |     |               |               |               |               |        |
| Australian Open, Melbourne | A   | A             | 2T            | QF            | A   | 1T            | SF            | F             | 1T  | 1T            | 2T            | QF            | 1T  | A             | F             | 3T            | 2T   | SF            | QF            | F             | V    | 1T            | QF            | 2T            | 1T  | 1T            | 3T            | 1T            | A             | 49-23  |
| Open di Francia, Parigi    | A   | A             | A             | A             | A   | 2T            | SF            | V             | 1T  | V             | SF            | SF            | 2T  | QF            | 1T            | 2T            | 3T   | V             | F             | 2T            | 2T   | 2T            | A             | 3T            | QF  | 2T            | A             | 2T            | A             | 53-18  |
| Wimbledon, Londra          | A   | 1T            | 2T            | A             | 2T  | 1T            | 2T            | V             | A   | 1T            | 1T            | SF            | 2T  | QF            | SF            | QF            | SF   | 1T            | 2T            | 2T            | 3T   | SF            | SF            | 3T            | 2T  | 1T            | A             | 1T            | ND            | 44-23  |
| US Open, New York          | A   | SF            | 2T            | 1T            | A   | SF            | SF            | F             | 1T  | 1T            | 2T            | A             | F   | 1T            | V             | 1T            | F    | V             | 1T            | QF            | F    | V             | 3T            | 2T            | 1T  | 2T            | 1T            | 1T            | A             | 59-22  |
| Vittorie-Sconfitte         | 0-0 | 4-2           | 4-3           | 3-2           | 1-1 | 5-4           | 13-4          | 22-2          | 0-3 | 6-3           | 6-4           | 11-3          | 7-4 | 6-3           | 15-3          | 6-4           | 12-4 | 16-2          | 9-4           | 10-4          | 14-3 | 11-3          | 9-3           | 6-4           | 4-4 | 2-4           | 2-2           | 1-4           | 0-0           | 205-85 |
| Torneo di Fine Anno        |     |               |               |               |     |               |               |               |     |               |               |               |     |               |               |               |      |               |               |               |      |               |               |               |     |               |               |               |               |        |
| ATP Finals, Londra         | A   | A             | A             | A             | A   | F             | RR            | F             | F   | RR            | ND            | A             | A   | F             | SF            | SF            | RR   | RR            | RR            | SF            | SF   | RR            | A             | A             | A   | A             | A             | A             | A             | 23-30  |
| Vittorie-Sconfitte         | 0-0 | 0-0           | 0-0           | 0-0           | 0-0 | 3-2           | 0-2           | 3-2           | 3-2 | 2-1           | 0-0           | 0-0           | 0-0 | 3-2           | 1-3           | 2-2           | 0-3  | 0-3           | 0-3           | 2-2           | 3-1  | 1-2           | 0-0           | 0-0           | 0-0 | 0-0           | 0-0           | 0-0           | 0-0           | 23-30  |
| Giochi Olimpici            |     |               |               |               |     |               |               |               |     |               |               |               |     |               |               |               |      |               |               |               |      |               |               |               |     |               |               |               |               |        |
| Giochi Olimpici            | QF  | Non disputati | Non disputati | Non disputati | 2T  | Non disputati | Non disputati | Non disputati | 2T  | Non disputati | Non disputati | Non disputati | SF  | Non disputati | Non disputati | Non disputati | QF   | Non disputati | Non disputati | Non disputati | 2T   | Non disputati | Non disputati | Non disputati | 1T  | Non disputati | Non disputati | Non disputati | Non disputati | 10-8   |
| Vittorie-Sconfitte         | 2-1 | Non disputati | Non disputati | Non disputati | 1-1 | Non disputati | Non disputati | Non disputati | 1-1 | Non disputati | Non disputati | Non disputati | 3-2 | Non disputati | Non disputati | Non disputati | 2-1  | Non disputati | Non disputati | Non disputati | 1-1  | Non disputati | Non disputati | Non disputati | 0-1 | Non disputati | Non disputati | Non disputati | Non disputati | 10-8   |

### Doppio misto
| Tornei Grande Slam         |               |               |               |               |               |               |               |               |               |               |               |               |               |               |               |               |               |               |      |               |               |               |     |               |               |               |               |        |
| Australian Open, Melbourne | A             | A             | A             | A             | A             | 1T            | 1T            | 2T            | 2T            | V             | F             | A             | SF            | QF            | 2T            | 2T            | V             | 2T            | F    | 2T            | QF            | V             | QF  | QF            | A             | 2T            | 2T            | 41-16  |
| Open di Francia, Parigi    | A             | A             | A             | 3T            | 2T            | QF            | 3T            | QF            | 2T            | 2T            | 2T            | F             | QF            | QF            | 1T            | 2T            | QF            | QF            | SF   | 2T            | A             | 2T            | V   | 1T            | A             | A             | ND            | 32-17  |
| Wimbledon, Londra          | 3T            | A             | 1T            | QF            | QF            | V             | A             | 3T            | QF            | V             | 3T            | A             | QF            | QF            | 2T            | F             | V             | QF            | F    | 2T            | 2T            | V             | 3T  | 1T            | A             | 1T            | ND            | 46-18  |
| US Open, New York          | A             | 1T            | A             | 1T            | 1T            | 2T            | 1T            | F             | 2T            | A             | SF            | QF            | 1T            | F             | V             | F             | QF            | SF            | QF   | A             | QF            | V             | 2T  | A             | A             | A             | ND            | 36-17  |
| Vittorie-Sconfitte         | 2-1           | 0-1           | 0-1           | 4-2           | 3-3           | 8-3           | 1-2           | 8-4           | 5-4           | 12-1          | 5-3           | 4-1           | 7-4           | 10-4          | 9-3           | 10-4          | 16-3          | 8-3           | 13-4 | 2-3           | 4-3           | 14-1          | 9-3 | 2-3           | 0-0           | 1-2           | 1-1           | 155-69 |
| Giochi Olimpici            |               |               |               |               |               |               |               |               |               |               |               |               |               |               |               |               |               |               |      |               |               |               |     |               |               |               |               |        |
| Giochi Olimpici            | Non disputati | Non disputati | Non disputati | Non disputati | Non disputati | Non disputati | Non disputati | Non disputati | Non disputati | Non disputati | Non disputati | Non disputati | Non disputati | Non disputati | Non disputati | Non disputati | Non disputati | Non disputati | QF   | Non disputati | Non disputati | Non disputati | A   | Non disputati | Non disputati | Non disputati | Non disputati | 1-1    |
| Vittorie-Sconfitte         | Non disputati | Non disputati | Non disputati | Non disputati | Non disputati | Non disputati | Non disputati | Non disputati | Non disputati | Non disputati | Non disputati | Non disputati | Non disputati | Non disputati | Non disputati | Non disputati | Non disputati | Non disputati | 1-1  | Non disputati | Non disputati | Non disputati | 0-0 | Non disputati | Non disputati | Non disputati | Non disputati | 1-1    |